# Château des Fortis
Le château des Fortis ou des Fortisses, est un château situé à Lisle-sur-Tarn, dans le Tarn (France).
Édifié au XIXe siècle, c'est un ancien domaine viticole — aujourd'hui une propriété privée qui appartient à un homme d'affaires étranger. Le château demeure une magnifique bâtisse en brique.

## Historique

### Origine
Le château des Fortis est construit dans la seconde moitié du XIXe siècle, par la famille Puilaurens. Cette dernière est présente au hameau des Fortis depuis plusieurs siècles, et on la retrouve dès 1646 propriétaires de plusieurs demeures et vignes. 
Avant la construction du château, le site était déjà occupé par une grande demeure et plusieurs dépendances, dont un chai et un pigeonnier, comme visible sur le cadastre de 1831. Il appartient alors à François Puilaurens (1762-1842). Son fils aîné, Pierre-Paul Puilaurens, meurt sans descendance, et c'est son frère qui hérite du domaine.  

### Édification du château
C'est ainsi qu'Antoine Puilaurens (1806-1884) entreprend l'édification du château, qui n'est pas terminée de son vivant. Dans son acte de succession, on apprend que le domaine s'étend sur 78 hectares de « terres, près, bois, vignes, chènevières, friches et pâtures » et rapport annuellement 9360 francs. 
Son héritier, Auguste Puilaurens, fait détruire l'ancienne demeure et le chai en 1890, le château étant désormais habitable. Il le vend en 1905 à la Société immobilière du Tarn. Il est acquis par des négociants en vin de Gaillac, la famille Daviau-Dubousquet, puis par un certain Jean Picou en 1925. En 1940, monsieur Scharff, homme d'affaires parisien, l'achète, avant de le revendre à Hubert Galan, un habitant de Lisle-sur-Tarn, en 1959. 
Depuis la fin de l'année 2020, le château appartient à un homme d'affaires étranger.

## Architecture

### Organisation générale
Le château des Fortis est un édifice néo-classique construit selon un plan rectangulaire sur deux étages. Il est édifié en briques, alternées avec des galets. De nombreux matériaux de construction viennent du domaine lui-même, et des gravières ont été creusés pour les extraire. Les briques viennent quant à elle de Lisle-sur-Tarn (ancienne tuileries de Montégut), de Gaillac et de Peyrole.
Le corps de logis s'établit sur un rez-de-chaussée bien plus vaste, qui abrite les installations vinicoles. Ce rez-de-chaussée est en partie surmonté par une terrasse qui entoure tout l'édifice. La bâtisse est aussi flanquée de quatre tourelles octogonales. Les deux façades principales sont identiques, si ce n'est que celle au nord est accessible via un escalier à volée double. La travée centrale des façades est particulièrement monumentale. Elle se présente sous la forme de deux étages de colonnes en calcaire. Au premier étage, elles sont surmontées de chapiteaux de style ionique encadrant la porte d'entrée. Au second, les colonnes sont ornées de chapiteaux doriques et entourent deux fenêtres en ogives. Cet ensemble monumental est surmonté par un large fronton semi-circulaire en brique. 
Le domaine du château présente un large bassin au sud et un petit bois. On trouve aussi une ferme au nord-est, construite dans le même style que le château.

### Organisation intérieure
Le rez-de-chaussée n'a qu'une fonction vinicole. Il présente une multitude de belles voûtes, soit en berceau, soit d'arêtes. Le centre de l'étage est occupé par un vaste chai, avec des vestiges de la futaille. À l'ouest, on trouve encore les cuves maçonnées, et au sud, une salle dont les murs sont enduits en rouge et ornée de fleurs de lys blanches.
Le premier étage est constitué d'une enfilade de salles de réception, s'organisant autour d'un imposant couloir central qui traverse tout le bâtiment. Au nord-est, un grand escalier en pierre permet l'accès au second étage. Les pièces sont décorés d'imitation en trompe-l'œil de décors en gypserie. Le salon sud présente un beau plafond en vraie gypserie. En face de celui-ci, la salle à manger est largement ornée, avec une cheminée en bois et des boiseries (lambris, parquet à chevrons). 
Au second étage on trouve toutes les chambres, décorées de papiers peints.